# Брицаловичи
Брица́ловичи (бел. Брыца́лавічы) — деревня в составе Липенского сельсовета Осиповичского района Могилёвской области Белоруссии.

## Этимология
В основе названия лежит слово «брица», обозначавшее растение Echinochloa crus-galli. Последнее ранее было известно как «куриное просо» и применялось как примесь к хлебу.

## Географическое положение
Расположены в 15 км на северо-восток от Осиповичей, в 3 км от ж/д станции Брицаловичи и в 115 км от Могилёва. На севере-востоке от деревни, где она граничит же с лесом, протекает река Свислочь. Рядом находятся автодороги Осиповичи — Свислочь Р72 и Осиповичи — Бобруйск. Планировку составляют две параллельные улицы, с обеих сторон застроенные деревянными домами.

## История
О древнем заселении данных мест свидетельствует обнаруженный на правом берегу Свислочи, между деревнями Брицаловичи (на её восточной окраине) и Малая Горожа, курганный могильник, относящийся к XI—XII векам и принадлежавший дреговичам. Всего насчитывается 32 насыпи (высота 0,5—1 м, диаметр — 4—9 м), 15 из которых в 1892 году были открыты и исследованы В. З. Завитневичем. Исследования были продолжены в 1926 году Шутовым С. С. и Н. Н. Улащиком, а в 1974 году — А. Г. Митрофановым. В этих 15 курганах найдены следы следующего погребального обряда — трупоположения (14 — на горизонте, 1 — в яме), а также один гончарный горшок. Материалы, полученные в результате исследований, хранятся в Государственном историческом музее в Москве.
Согласно письменным источникам же Брицаловичи как селение Великого княжества Литовского известны с XVI века. Так, в 1513 году они упоминаются как казённое селение в Свислочской волости. В 1560 году здесь насчитывается уже 24 двора, а в 1619 году упомянуто в составе имения Свислочь Минского повета Минского воеводства ВКЛ. В составе Российской империи Брицаловичи оказались после второго раздела Речи Посполитой в 1793 году. В 1838 году упомянуты 67 жителей-мужчин. В 1847 году Брицаловичи являются центром имения в Бобруйском уезде, включающего 16 земельных участков, водяную мельницу и корчму. В 1883 году уже упоминаются в составе Замошской волости с 240 жителями, 24 дворами и кладбищенской церковью. В переписи 1897 года упомянуты 343 жителя, хлебозапасный магазин и имение с 1 двором и двумя жителями. В 1907 году в Брицаловичах насчитывалось уже 440 жителей, 77 дворов, а в составе имения — 1 двор, пять жителей, хлебозапасный магазин и лесопильный завод. В 1908 году в деревне была открыта церковно-приходская школа, в которой в 1922 году обучалось 49 учеников обоего пола. В 1917 году Брицаловичи насчитывали 549 жителей и 83 двора, имение — 1 двор и 8 жителей. С февраля по ноябрь 1918 года Брицаловичи были оккупированы германскими войсками, с августа 1919 по июль 1920 года — польскими. В деревне 6 февраля 1922 года было основано сельскохозяйственное товарищество «Сноп», а уже в 1923 году к деревне отошёл большой участок когда-то помещичьей земли. В том же году была открыта изба-читальня. В 1932 году здесь действовала кузница и был создан колхоз «Красная нива».
Во время Великой Отечественной войны Брицаловичи были оккупированы немецко-фашистскими войсками с конца июня 1941 года по 30 июня 1944 года. Сама деревня в январе 1943 года была полностью сожжена оккупантами, убившими к тому же 702 жителей. Могила жертв, на которой в 1971 году была установлена стела, находится в сквере в центре деревни. На фронте и в партизанской деятельности погибли 40 жителей. Позднее, в 1977 году, в память об этих жертвах фашизма и 44 советских воинах и партизанах в деревне возвели мемориальный комплекс. Авторы проекта комплекса — архитекторы М. Андреев, А. Крохмаль и А. Солятыцкий. Комплекс состоит из скульптурной фигуры мальчика на четырёхгранном постаменте, 6 бетонных плит с именами погибших и 1 бетонной стелы с надписью-посвящением.
Имеются клуб, библиотека и магазин. В этнографической литературе упоминается дуб в этой деревне, носящий название Асілак.

## Население
- 1838 год — 67 жителей-мужчин[4]
- 1883 год — 240 человек, 24 двора[4]
- 1897 год — 343 человека[4]
- 1907 год — 440 человек, 77 дворов[4]
- 1917 год — 549 человек, 83 двора[4]
- 1926 год — 591 человек, 89 дворов[4]
- 1940 год — 753 человека, 144 двора[4]
- 1959 год — 275 человек[4]
- 1970 год — 185 человек[4]
- 1986 год — 102 человека, 53 хозяйства[4]
- 2002 год — 51 человек, 27 хозяйств[4]
- 2007 год — 33 человека, 21 хозяйство[1]

## Достопримечательность
- Мемориальный комплекс в память о жертвах фашизма

## Комментарии
1. ↑  Название и ударение даны по: Назвы населеных пунктаў Рэспублікі Беларусь: Магілёўская вобласць: нарматыўны даведнік / І. А. Гапоненка і інш.; пад рэд. В. П. Лемцюговай. — Минск: Тэхналогія, 2007. — С. 65. — 406 с. — ISBN 978-985-458-159-0.
2. ↑  Иногда приводятся другие данные — о 676 жертвах, которые 13 января 1943 года были расстреляны на улице оккупантами после окружения деревни и отнятия имущества. См.: Збор помнікаў гісторыі і культуры Беларусі. Магілёўская вобласць. — Минск: БелСЭ, 1986. — С. 83. — 408 с. — 5500 экз.
3. ↑  Иногда приводится другая дата — 1971 год. См.: Дулеба Г. І., Кулагін А. М. Брыцалавічы, Ліпеньскі сельсавет. Мемарыяльны комплекс ахвярам фашызму, савецкім воінам і партызанам // Збор помнікаў гісторыі і культуры Беларусі. Магілёўская вобласць. — Минск: БелСЭ, 1986. — С. 83. — 408 с. — 5500 экз.